# Fordons- och transportprogrammet
Fordons- och transportprogrammet är ett av gymnasieskolans nationella program och vänder sig till elever som vill arbeta med olika fordon och transporter eller med godshantering.
En elev som gått fordons- och transportprogrammet kan börja arbeta direkt efter utbildningen eller fortsätta studera på yrkeshögskolan. En annan möjlighet är att välja att läsa extra kurser för att studera vidare på högskolan.

## Inriktningar

### Godshantering
Denna inriktning ger kunskaper i system för godshantering och logistik. Exempel på yrkesutgångar:
- Lagerarbetare
- Terminalarbetare

### Karosseriochlackering
Denna inriktning ger kunskaper i lackering av fordon samt diagnostik och reparation av karosserier. Exempel på yrkesutgångar:
- Billackerare
- Bilskadereparatör

### Lastbiloch mobila maskiner
Denna inriktning ger kunskaper i diagnostik, reparation och service av tunga fordon och mobila maskiner. Exempel på yrkesutgångar:
- Lastbilsmekaniker
- Maskinmekaniker

### Personbil
Denna inriktning ger kunskaper i diagnostik, reparation och service av lätta fordon. Exempel på yrkesutgång:
- Personbilsmekaniker

### Transport
Denna inriktning ger kunskaper i trafikkunskap, transportsystem och logistik. Exempel på yrkesutgångar:
- Lastbilsförare
- Bussförare

## Bilder

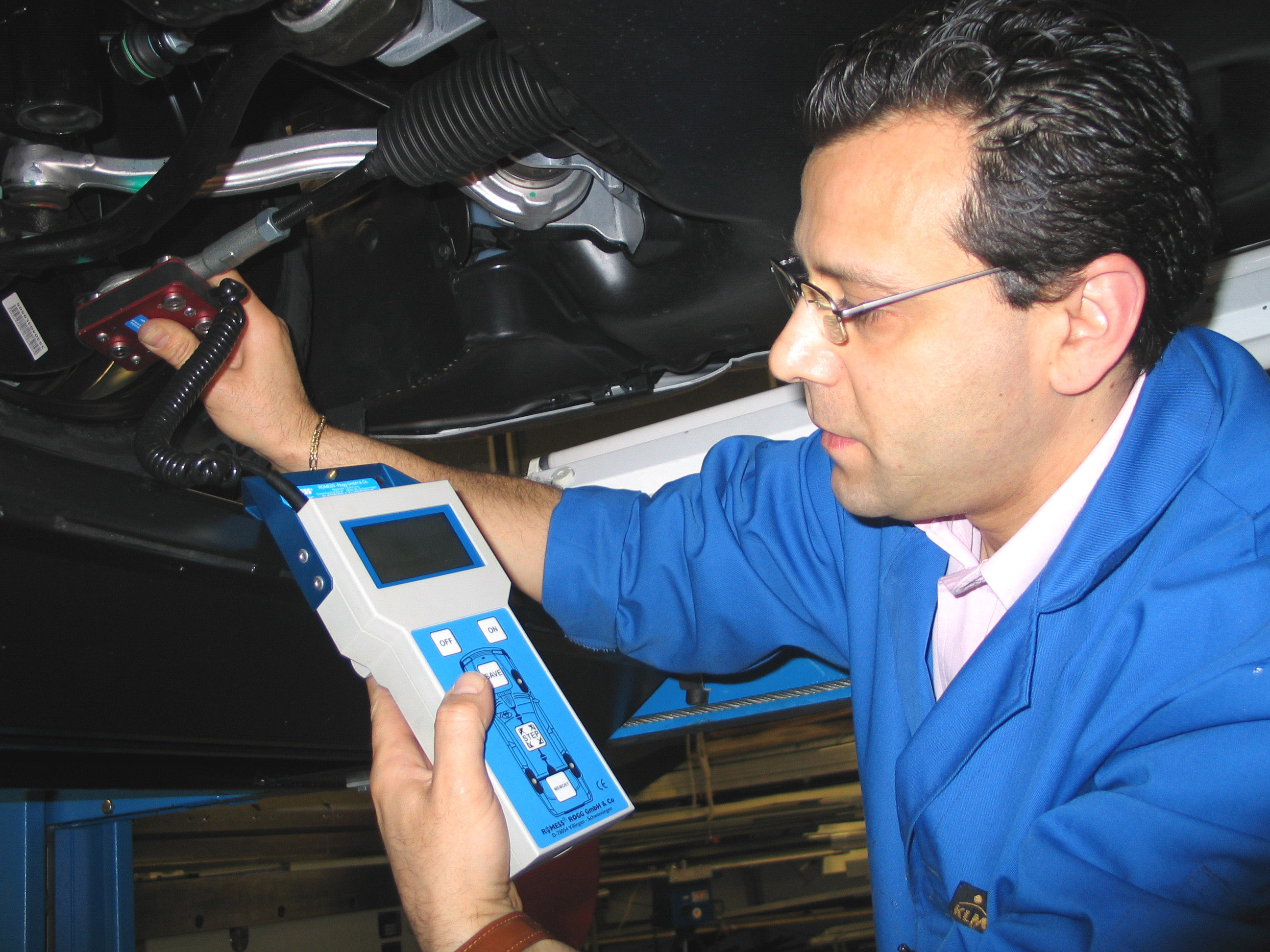
Bilmekaniker utför mätning på ett fordon.

## Källa
- Skolverkets utbildningsinformation om Fordons- och transportprogrammet